# Roger Wolfe Kahn
Roger Wolfe Kahn (19. oktober 1907 i New Jersey – 12. juli 1962) var en amerikansk jazzmusiker, komponist og bandleader.
Han dannede sit eget orkester så tidligt som i 1923, et band, der i de følgende år hyrede så kendte navne som Joe Venuti, Eddie Lang, Artie Shaw, Jack Teagarden, Red Nichols og Gene Krupa.
Kahn var gift to gange, nemlig fra 1931-1933 og fra 1933 og frem til sin død.